# Simena nigricans
Simena nigricans är en fjärilsart som beskrevs av Walker. Simena nigricans ingår i släktet Simena och familjen mätare. Inga underarter finns listade i Catalogue of Life.